# Will Hunt
William Martin Hunt (Gainesville, 5 settembre 1971) è un batterista statunitense, membro dal 2007 della band Evanescence.
Dal 2014 (Vasco Live Kom '014) al 2016 (Vasco Live Kom '016) è stato uno dei musicisti della band di Vasco Rossi.
A partire dal 2021 fonda assieme al bassista/cantante Todd Kerns e al chitarrista Stef Burns una nuova band, gli Heroes and Monsters.

## Discografia

### Skrape
- New Killer America (29 marzo 2001)
- Up the Dose (13 gennaio 2004)

### Tommy Lee
- Never a Dull Moment (21 maggio 2002)

### Dark New Day
- Twelve Year Silence (14 giugno 2005)
- Black Porch (Acoustic Sessions) (EP) (5 settembre 2006)
- Hail Mary (23 agosto 2011)
- B-Sides (24 agosto 2011)
- New Tradition (28 febbraio 2012)

### Bloodsimple
- Red Harvest (30 ottobre 2007)

### Black Label Society
- Order of the Black (10 agosto 2010)

### Methods of Mayhem
- A Public Disservice Announcement (21 settembre 2010)

### Crossfade
- We All Bleed (21 giugno 2011)

### Evanescence
- Evanescence (7 ottobre 2011)
- Synthesis (10 novembre 2017)
- The Bitter Truth (2021)

### White Noise Owl
- Until We Meet Again (11 marzo 2014)

### Michael Sweet [Stryper]
- One Sided War (August 26, 2016)

### Heroes and Monsters
- Heroes and Monsters (Janaury 20, 2023)

## Equipaggiamento
Will usa batteria Pearl Drums, bacchette Vater e piatti Zildjian.